# Синявино (Калінінградська область)
Синявино (рос. Синявино) — селище Гусєвського району, Калінінградської області Росії. Входить до складу Гусєвського міського поселення.
Населення —  71 особа (2015 рік). 

## Населення
| 2010 |
| ---- |
| 71   |